# Caluma (canton)
Caluma est un canton d'Équateur situé dans la province de Bolívar.